# A Day to Remember
A Day to Remember (zkráceně ADTR) je kapela z města Ocala ve státě Florida v USA mísící ve své tvorbě řízný hardcore s prvky pop-punku. Na scéně působí od roku 2003.

## Historie
Skupina vydala pět studiových alb. "And Their Name Was A Treason" roku 2005, "For Those Who Have Hearts" vydané o dva roky později, "Homesick" vydané roku 2009, "What Separates Me From You" roku 2010 a "Common Courtesy" roku 2013. Jejich diskografie čítá ještě album nazvané "Old Record", což je remasterovaná a remixovaná verze prvního studiového alba. Na svém kontě mají také cover písně Since You Been Gone od americké zpěvačky Kelly Clarkson, ke kterému natočili i videoklip.
ADTR jsou několikanásobní účastníci letní šňůry Warped Tour. Mimo to koncertovali s kapelami jako New Found Glory, Four Year Strong, The Devil Wears Prada či Bring Me the Horizon. V červnu 2009 kapelu z osobních důvodů opustil kytarista Tom Denney, který byl nahrazen Kevinem Skaffem (Four Letter Lie).
Fanoušky vřele přijaté album "Homesick" se 27. října 2009 dočkalo re-edice, kde mimo standardní tracklist mohli fanoušci najít dvě akustické skladby a devět písní zpívaných naživo. V prosinci téhož roku dali A Day to Remember svým fanouškům vánoční dárek v podobě bonusové skladby Right Where You Want Me To Be, ke které natočili i videoklip.
Jeremy McKinnon a Joshua Woodard spustili počátkem roku 2010 vlastní hudební vydavatelství Running Man Records. Svůj premiérový koncert na českém území si odbyli 14. června v pražském Lucerna Music Baru. V listopadu stejného roku vydávají čtvrtou standardní desku "What Separates Me From You". Vydavatelem je stejně jako v předchozích případech label Victory Records.
Na konci roku 2011 kapela oznámila, že se bude soudit se svým labelem, který prý porušil podmínky jejich smlouvy. V roce 2013 bylo jejich prozatím poslední album "Common Courtesy" vydáno spolu s klipem "Right Back At It Again".

## Členové kapely
Současní členové
- Jeremy McKinnon - zpěv (2003–současnost)
- Neil Westfall - kytara, doprovodný zpěv (2003–současnost)
- Kevin Skaff – kytara, doprovodný zpěv (2009–současnost)
- Alex Shellnutt – bicí (2006–současnost)

Bývalý členové
- Tom Denney - kytara, doprovodný zpěv (2003–2009)
- Bobby Scruggs - bicí (2003–2006)
- Joshua Woodard - baskytara (2003–2021)

Koncertní hudebníci
- Bobby Lynge - baskytara (2024–současnost)

Bývalý koncertní hudebníci
- Dane Poppin – baskytara (2022–2023)
- Rob Vincent – klávesy (2022–2023)
- Matt Cleveland – dodatečné kytary (2022–2023)

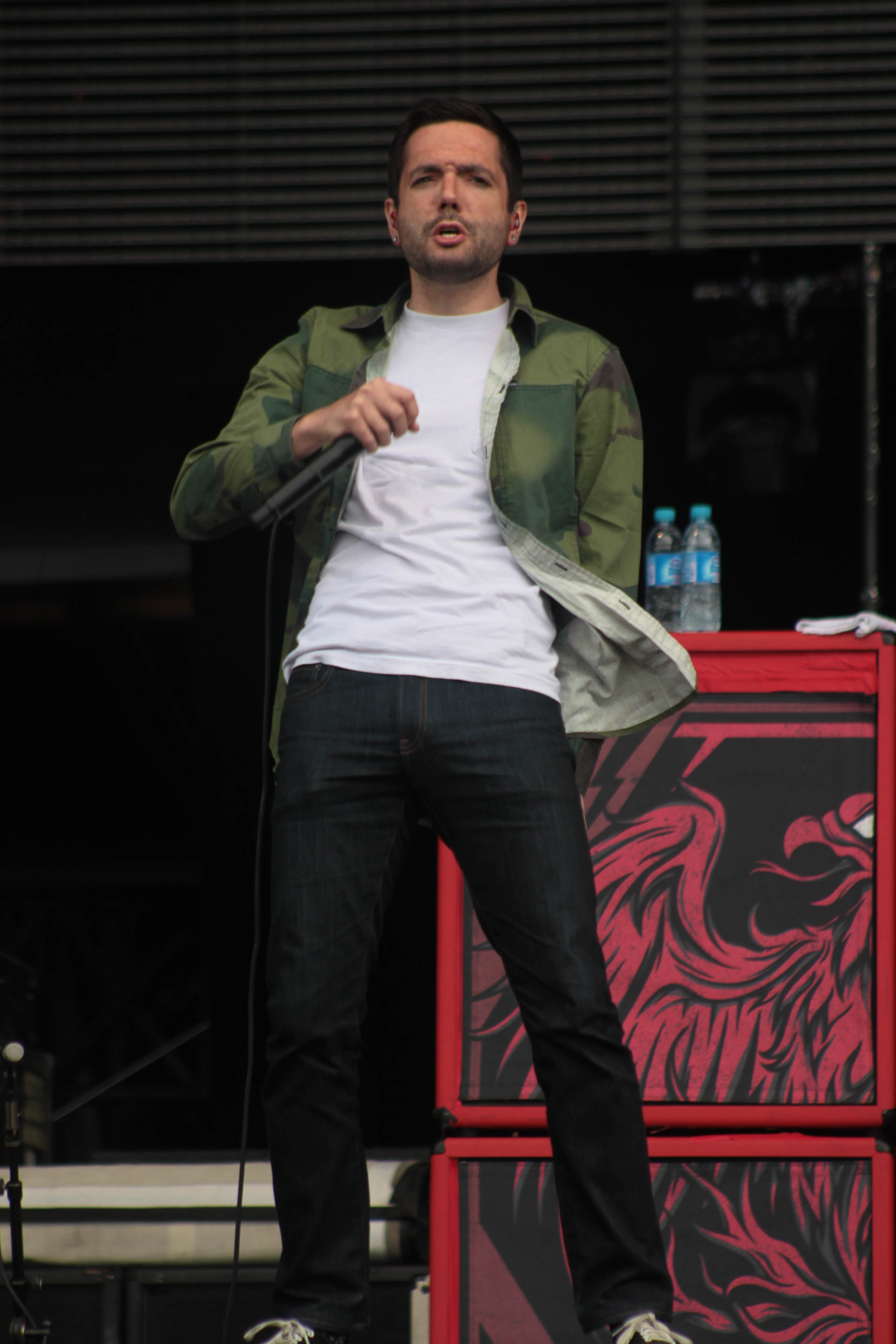
Jeremy McKinnon
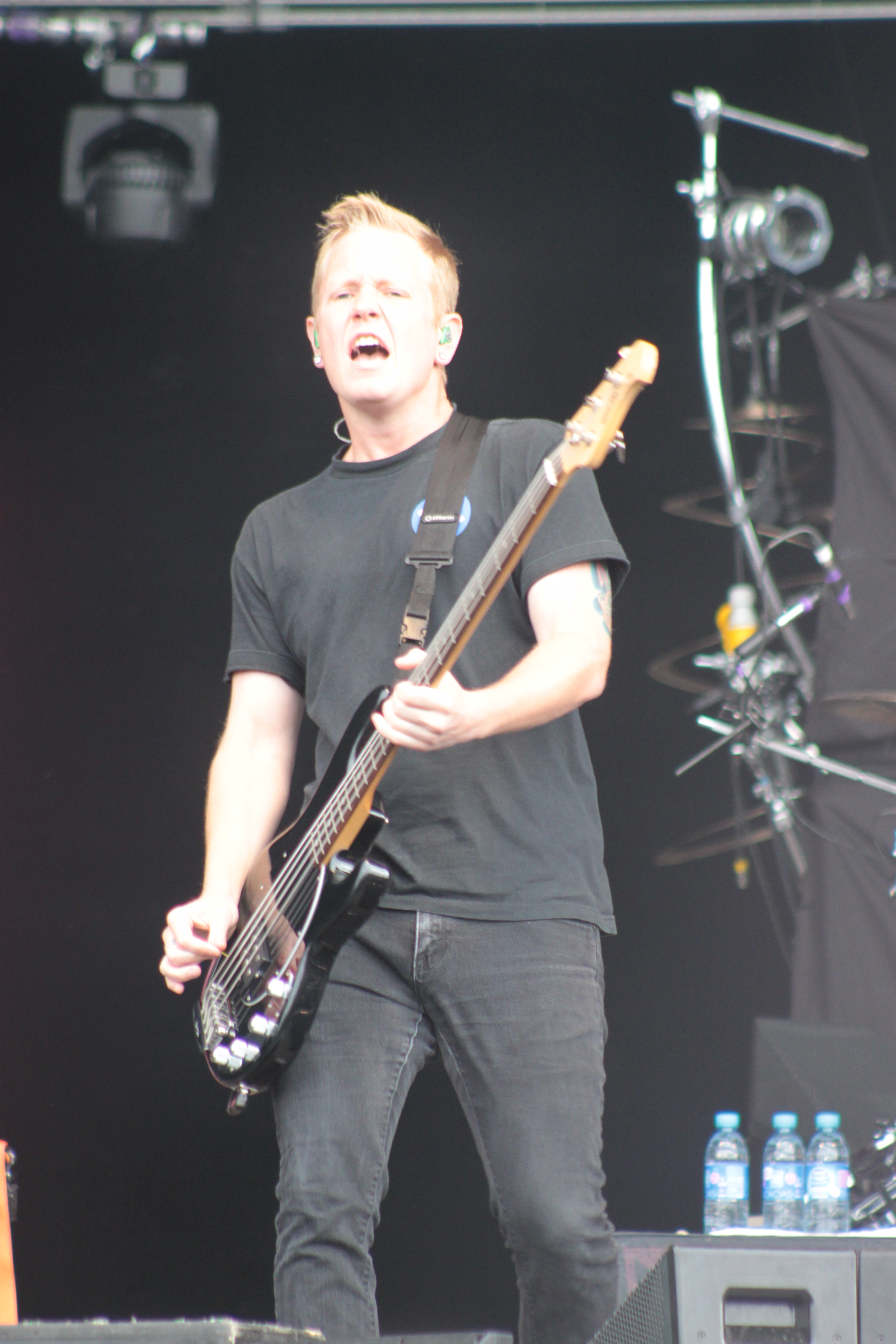
Joshua Woodard
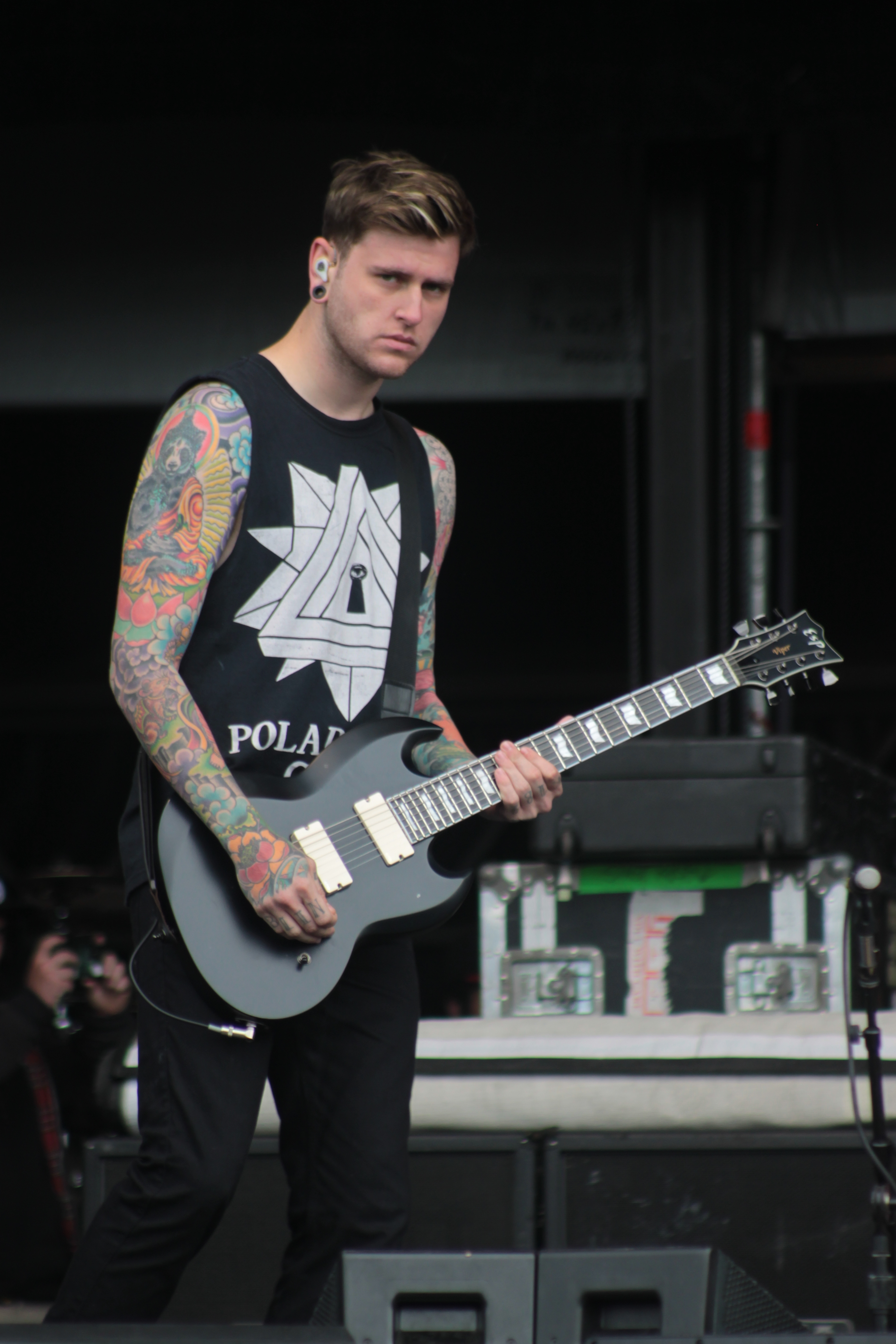
Neil Westfall
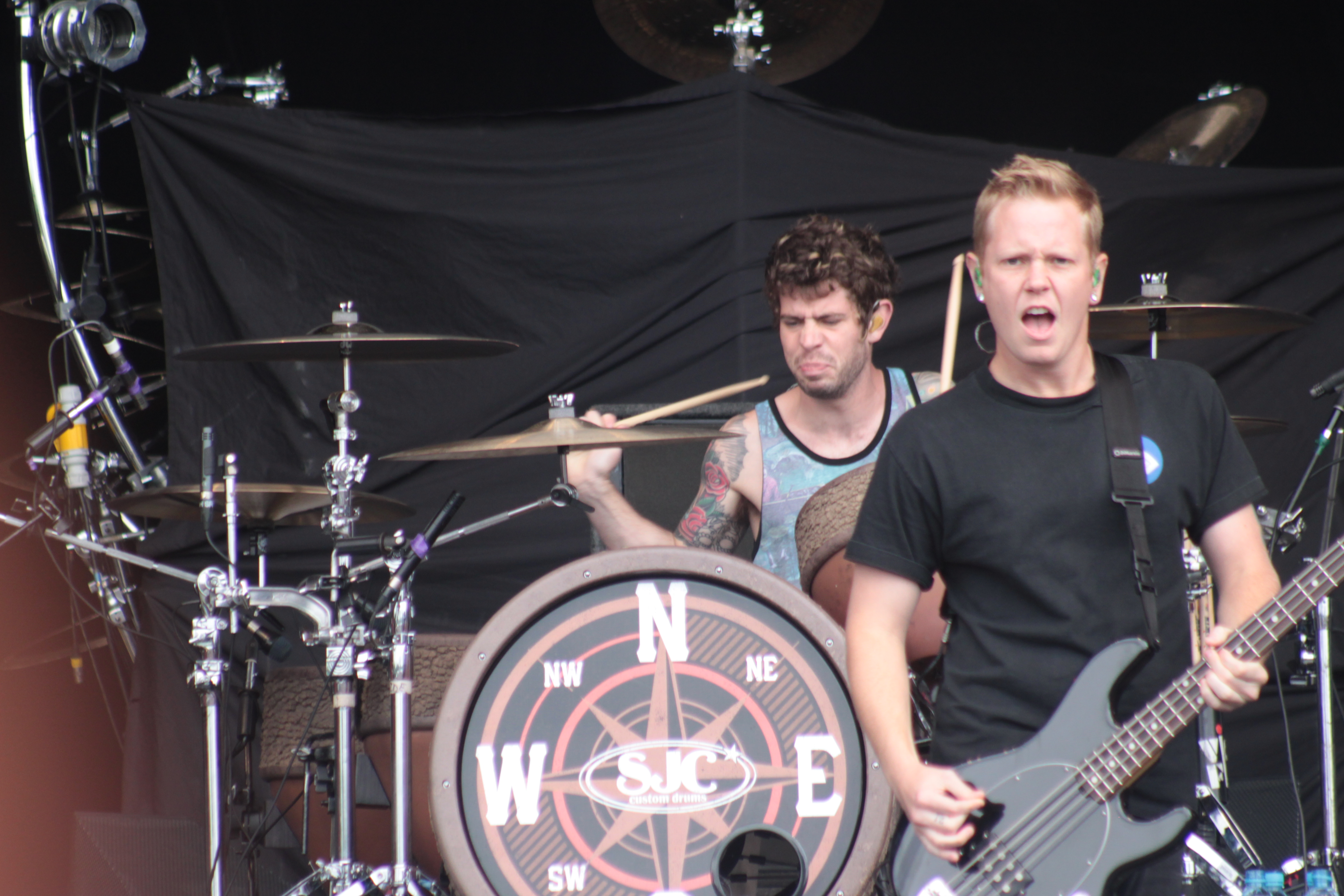
Alex Shelnutt & Joshua
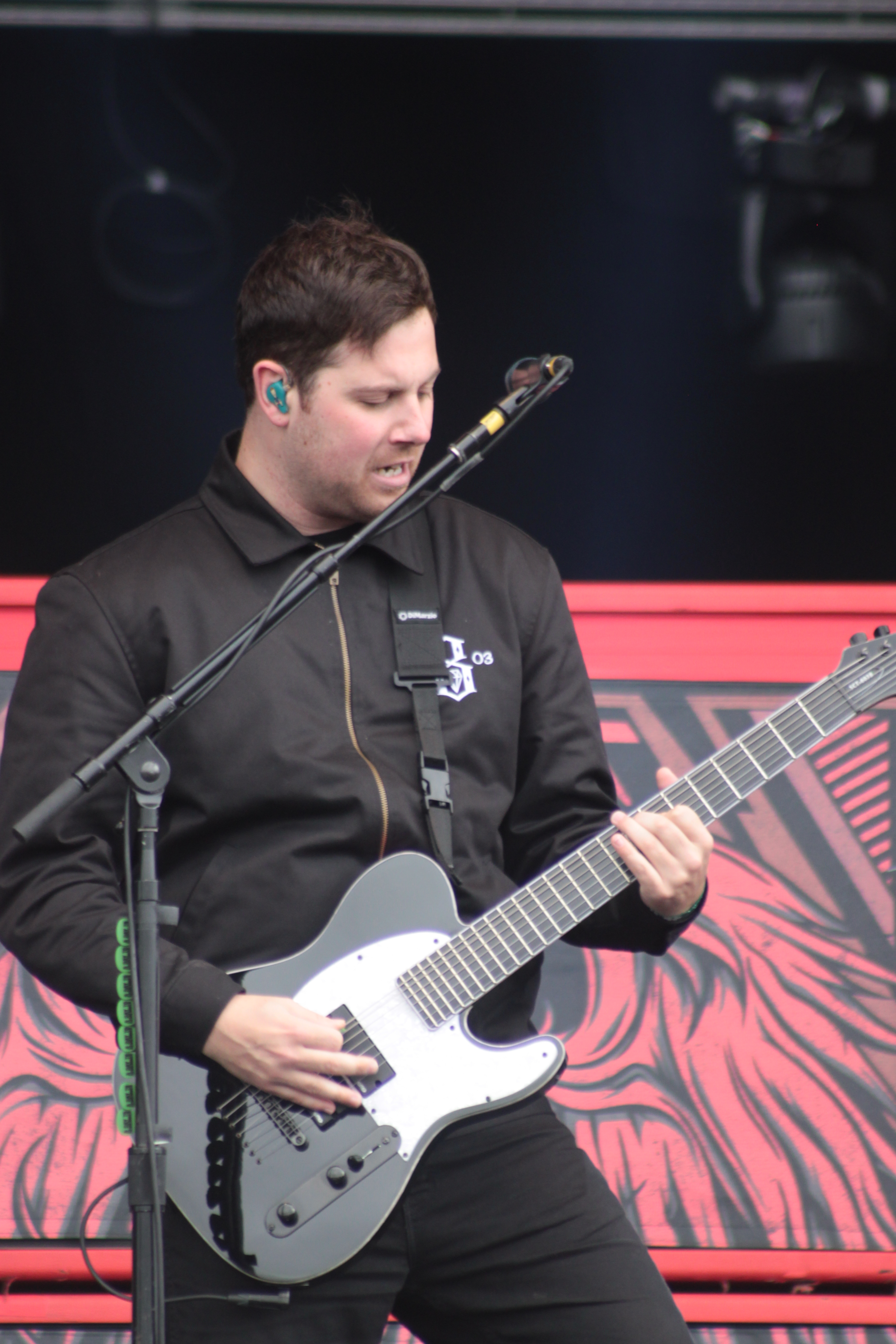
Kevin Skaff

## Diskografie
- And Their Name Was Treason (2005)
- For Those Who Have Heart (2007)
- Homesick (2009)
- What Separates Me From You (2010)
- Common Courtesy (2013)
- Bad Vibrations (2016)
- You're Welcome (2021)
- Big Ole Album Vol. 1 (2025)